# Paul Arbaud
Paul Arbaud, né le 27 mars 1832 à Paris et mort le 17 mars 1911 à Aix-en-Provence, est un collectionneur, bibliophile et mécène français, propriétaire, châtelain du Rousset à Gréoux.

## Biographie
Fils d’Édouard Arbaud, originaire de Manosque, juge à Paris, et de Stéphanie Pasquier de Coulans, fille du propriétaire du château de Coulans et conseiller d'État baron Pasquier et nièce du chancelier Pasquier, il hérite de son père de l’hôtel Paul Arbaud, rue des Quatre-Dauphins à Aix. Ayant commencé à collectionner dès 1854, il y installe ses collections. Amateur d’art et de livres, il consacre sa vie et sa fortune à sa passion et pendant soixante ans, acquiert, tant en France qu'à l'étranger, tout ce qui l'intéresse en fait de médailles, gravures, dessins, sculptures, tableaux (dont un primitif de l'école du Rhône), manuscrits, incunables, impressions du XVIe et du XVIIIe siècle, reliques d’armes aux armes et notamment une collection unique de faïences anciennes provenant de Moustiers, Marseille, Varages, Allemagne, Le Castellet, Apt, Strasbourg.
Membre de l’Académie des sciences, agriculture, arts et belles-lettres d'Aix à partir de 1883, il s’installe, l’année suivante, à Aix, et devient membre d’honneur et président de la société d’Études provençales. Sa bibliothèque, « sœur cadette de la Méjanes », est l’un des plus importants fonds privés de Provence.
Mort sans postérité en son hôtel, après avoir testé, le 10 octobre 1910, en faveur de l’Académie d’Aix à laquelle il lègue toutes ses collections et son hôtel, il avait épousé, le 14 octobre 1832, Adrienne de Robineau-Villemont née à Aix le 1er février 1837, fille de feu Jules Laurent, conseiller à la cour royale d’Aix, et de Clotilde de Fabry-Fabregues. Elle est morte en 1910. Il a publié deux bibliographies informant la littérature provençale.

## Publications
- Bibliographie provençale. Les Prédictions perpétuelles de Nostradamus, Marseille, V. Boy, 1855.
- Peiresc bibliophile, Aix, J. Nicot, 1871, aussi publié en édition limitée (50 exemplaires) la même année.

## Liens
- Notices d'autorité :   - VIAF
  - BnF (données)